# Eumops trumbulli
Eumops trumbulli — вид кажанів родини молосових.

## Середовище проживання
Країни мешкання: Бразилія, Колумбія, Французька Гвіана, Гаяна, Суринам. Зустрічається в вічнозелених лісах у басейні Амазонки. 

## Стиль життя
Харчується великими комахами. Характеризується високим польотом, невеликими групами лаштує сідала в дуплах дерев, серед скель, на дахах і горищах будинків. Самиці утворюють колонії материнства в період розмноження, один малюк народжується кожен рік. 